# 迴聲山

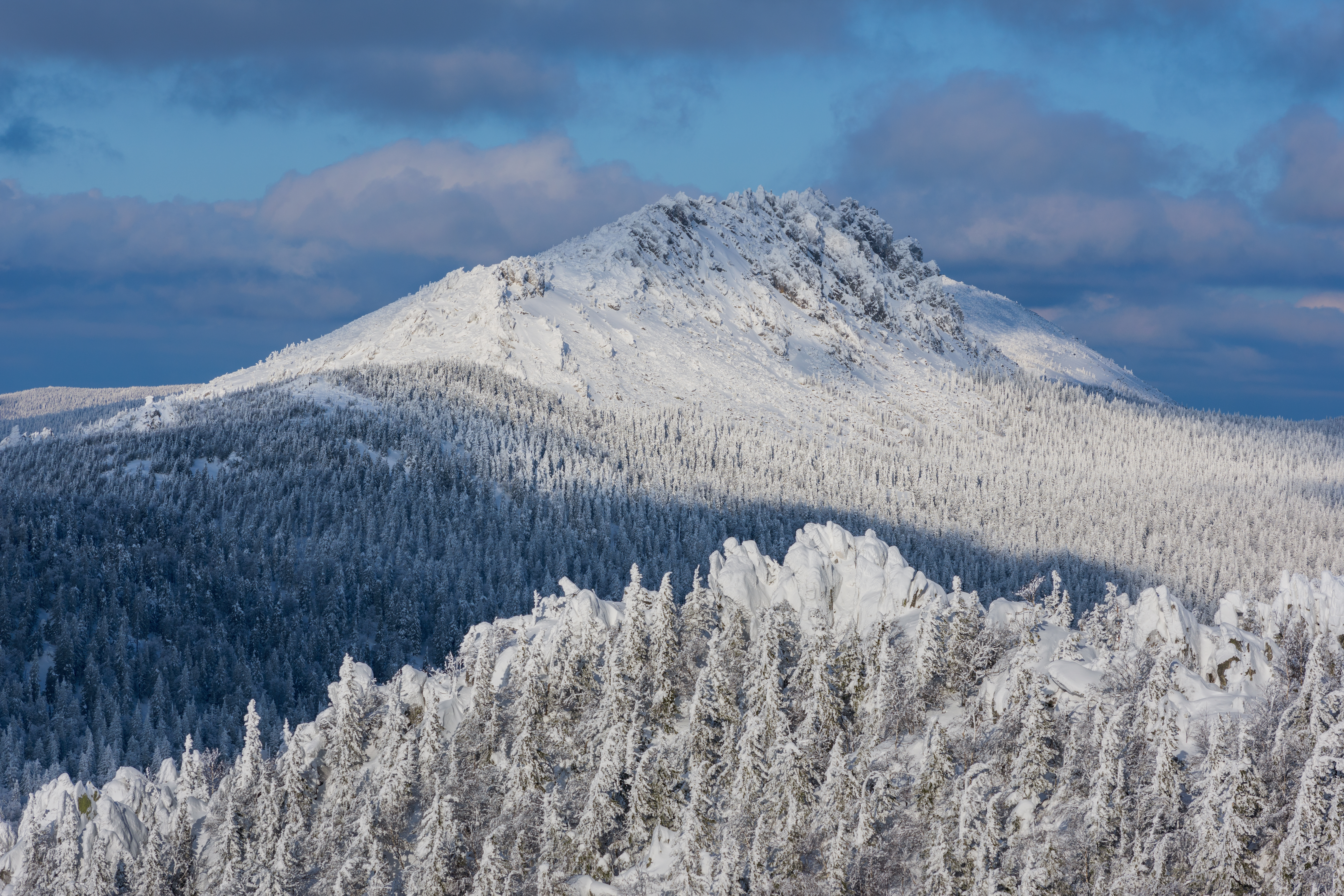
雪中的迴聲山

迴聲山 （俄语: Откликной Гребень）是位于俄罗斯车里雅宾斯克州西部工业城市兹拉托乌斯特东北16公里处塔加奈国家公园境內的一座山，海拔高1,155米。遊客來到山頂可以看見兹拉托乌斯特市區風景。迴聲山山脚下长着一片冷杉林。1947年，一架小型飞机坠毁在山脊上，造成5人死亡。當時天氣狀況不佳，出現了大霧天氣。